# Miyozo Yamazaki
Miyozo Yamazaki (山崎 三四造, Yamazaki Myōzō), né en 1931, est un archéologue amateur japonais qui a vécu comme à la période Jōmon, (l'âge de pierre au Japon) pendant 20 ans. Il est bien connu au Japon grâce aux médias qui ont fait connaître sa vie « à la Jōmon ». Il a créé un musée consacré à la période Jōmon à Tsu dans la préfecture de Mie.